# Southland Conference

Ausdehnung der Southland Conference

Die Southland Conference ist eine aus zwölf Universitäten bestehende Liga für diverse Sportarten, die in der NCAA Division I spielen. Im College Football spielen die Teams in der Football Championship Subdivision (FCS) (ehemals Division I-AA).
Die Liga wurde 1983 gegründet. Die Mitglieder befinden sich im Südosten der Vereinigten Staaten. Der Hauptsitz befindet sich in Frisco im Bundesstaat Texas.

## Mitglieder
Aktuell ab dem Studienjahr 2024–25.
| Universität                                            | Ort                     | Teamname                  | gegründet | Trägerschaft | Studenten | beigetreten                              |
| ------------------------------------------------------ | ----------------------- | ------------------------- | --------- | ------------ | --------- | ---------------------------------------- |
| East Texas A&M University                              | Commerce, Texas         | Lions                     | 1889      | staatlich    | 7,724     | 2022                                     |
| Houston Christian University                           | Houston, Texas          | Huskies                   | 1960      | privat       | 2.567     | 2013                                     |
| University of the Incarnate Word                       | San Antonio, Texas      | Cardinals                 | 1881      | privat       | 9.366     | 2013                                     |
| Lamar University                                       | Beaumont, Texas         | Cardinals                 | 1923      | staatlich    | 13.469    | 20221                                    |
| McNeese State University                               | Lake Charles, Louisiana | Cowboys und Cowgirls      | 1939      | staatlich    | 8.784     | 1972                                     |
| University of New Orleans                              | New Orleans, Louisiana  | Privateers                | 1958      | staatlich    | 9.825     | 2013                                     |
| Nicholls State University                              | Thibodaux, Louisiana    | Colonels                  | 1948      | staatlich    | 7.500     | 1991                                     |
| Northwestern State University                          | Natchitoches, Louisiana | Demons                    | 1884      | staatlich    | 10.159    | 1987                                     |
| Southeastern Louisiana University                      | Hammond, Louisiana      | Lions                     | 1925      | staatlich    | 16.000    | 1997                                     |
| Stephen F. Austin State University (Stephen F. Austin) | Nacogdoches, Texas      | Lumberjacks und Ladyjacks | 1923      | staatlich    | 11.946    | 20242                                    |
| Texas A&M University–Corpus Christi                    | Corpus Christi, Texas   | Islanders                 | 1947      | staatlich    | 8.355     | 2006                                     |
| University of Texas Rio Grande Valley (UTRGV)          | Edinburg, Texas3        | Vaqueros                  | 20134     | staatlich    | 32.419    | 2024 (andere Sportarten) 2025 (Football) |

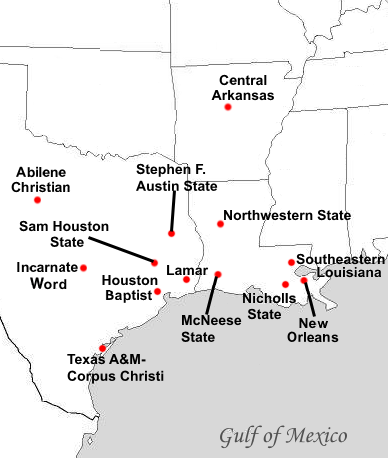
Lage der Vollmitglieder

1 Lamar war von 1963 bis 1987 und erneut von 1999 bis 2021 Mitglied der Southland Conference.

2 Stephen F. Austin war zuvor von 1987 bis 2021 Mitglied der Southland Conference.

3 UTRGV verfügt über mehrere Standorte in seinem Versorgungsgebiet im Lower Rio Grande Valley, der Campus Edinburg beherbergt jedoch die akademische und sportliche Verwaltung.

4 UTRGV wurde 2013 offiziell gegründet und begann 2015 mit dem Unterricht. Die Geschichte des UTRGV-Sportprogramms geht auf eine seiner Vorgängerinstitutionen zurück, die University of Texas-Pan American, die 1930 als zweijähriges Edinburg College gegründet wurde.

### Assoziierte Mitglieder
| Universität               | Ort                   | Teamname | gegründet | Trägerschaft | Mitgliedszeit | Sportart(en)             | Main-Conference          |
| ------------------------- | --------------------- | -------- | --------- | ------------ | ------------- | ------------------------ | ------------------------ |
| Boise State University    | Boise, Idaho          | Broncos  | 1932      | staatlich    | 2022          | Beachvolleyball (Frauen) | Mountain West Conference |
| San José State University | San Jose, Kalifornien | Spartans | 1857      | staatlich    | 2022          | Beachvolleyball (Frauen) | Mountain West Conference |

## Spielstätten der Conference

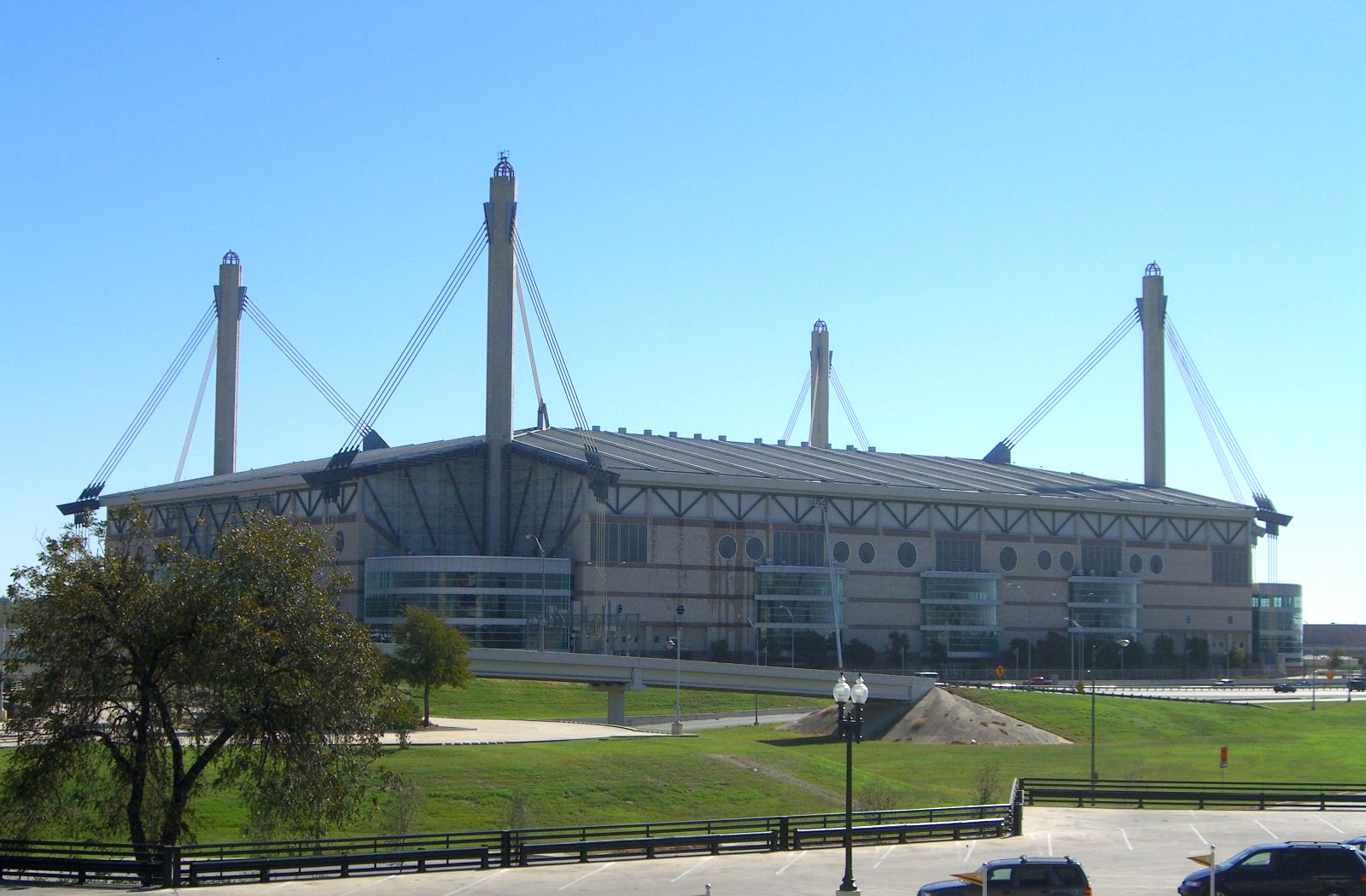
Alamodome

| Universität              | Footballstadion                          | Kapazität                 | Basketballstadion            | Kapazität |
| ------------------------ | ---------------------------------------- | ------------------------- | ---------------------------- | --------- |
| East Texas A&M           | Ernest Hawkins Field at Memorial Stadium | 11.582                    | East Texas A&M Field House   | 5.000     |
| Houston Christian        | Husky Stadium                            | 10.000                    | Sharp Gymnasium              | 1.500     |
| Incarnate Word           | Gayle and Tom Benson Stadium             | 6.000                     | McDermott Convocation Center | 2.000     |
| Lamar                    | Provost Umphrey Stadium                  | 16.000                    | Montagne Center              | 10.080    |
| McNeese                  | Cowboy Stadium                           | 17.410                    | The Legacy Center            | 3.800     |
| New Orleans              | keine Football-Mannschaft                | keine Football-Mannschaft | Lakefront Arena              | 10.000    |
| Nicholls                 | John L. Guidry Stadium                   | 12.800                    | Stopher Gym                  | 3.800     |
| Northwestern State       | Harry Turpin Stadium                     | 15.971                    | Prather Coliseum             | 3.900     |
| Southeastern Louisiana   | Strawberry Stadium                       | 7.408                     | University Center            | 7.500     |
| Stephen F. Austin        | Homer Bryce Stadium                      | 14.575                    | William R. Johnson Coliseum  | 7.253     |
| Texas A&M-Corpus Christi | keine Football-Mannschaft                | keine Football-Mannschaft | American Bank Center         | 8.000     |
| UTRGV                    | Robert and Janet Vackar Stadium          | 9.735                     | UTRGV Fieldhouse             | 2.500     |